# Mistrovství světa v ledním hokeji 2009 (Divize I)
Mistrovství světa v ledním hokeji (Divize I) probíhalo ve dnech 11. dubna–17. dubna 2009 v městech Vilnius (Skupina A) a Toruň (Skupina B). Týmy, které skončily v tabulce na 1. místě postoupily na Mistrovství světa v ledním hokeji 2010. Týmy, které skončily na posledním místě sestoupily na Mistrovství světa v ledním hokeji 2010 (Divize II).

## Skupiny

### Skupina A
| Tým        | Z | V | VP | PP | P | GV | GI | +/- | B  |
| ---------- | - | - | -- | -- | - | -- | -- | --- | -- |
| Kazachstán | 5 | 5 | 0  | 0  | 0 | 29 | 6  | 23  | 15 |
| Slovinsko  | 5 | 4 | 0  | 0  | 1 | 21 | 7  | 14  | 12 |
| Japonsko   | 5 | 3 | 0  | 0  | 2 | 21 | 8  | 13  | 9  |
| Litva      | 5 | 2 | 0  | 0  | 3 | 20 | 23 | -3  | 6  |
| Chorvatsko | 5 | 1 | 0  | 0  | 4 | 11 | 25 | -14 | 3  |
| Austrálie  | 5 | 0 | 0  | 0  | 5 | 7  | 40 | -33 | 0  |

 Kazachstán postoupil mezi elitu na Mistrovství světa v ledním hokeji 2010.
 Austrálie sestoupila do 2. divize na Mistrovství světa v ledním hokeji 2010 (Divize II).
| Datum     | Tým        | Výsledek                                | Tým        |
| --------- | ---------- | --------------------------------------- | ---------- |
| 11.4.2009 | Chorvatsko | 1 - 7 ( 1 - 1 , 0 - 4 , 0 - 2) Report   | Japonsko   |
| 11.4.2009 | Austrálie  | 0 - 6 ( 0 - 3 , 0 - 3 , 0 - 0) Report   | Slovinsko  |
| 11.4.2009 | Litva      | 1 - 5 ( 0 - 2 , 0 - 1 , 1 - 2) Report   | Kazachstán |
| 12.4.2009 | Japonsko   | 7 - 1 ( 3 - 0 , 3 - 1 , 1 - 0 ) Report  | Austrálie  |
| 12.4.2009 | Kazachstán | 6 - 1 ( 3 - 0 , 3 - 1 , 0 - 0) Report   | Chorvatsko |
| 12.4.2009 | Slovinsko  | 8 - 2 ( 0 - 0 , 4 - 0 , 4 - 2 ) Report  | Litva      |
| 14.4.2009 | Kazachstán | 3 - 1 ( 1 - 0 , 1 - 1 , 1 - 0 ) Report  | Japonsko   |
| 14.4.2009 | Slovinsko  | 4 - 2 ( 1 - 0 , 1 - 2 , 2 - 0 ) Report  | Chorvatsko |
| 14.4.2009 | Austrálie  | 3 - 9 ( 0 - 5 , 1 - 2 , 2 - 2 ) Report  | Litva      |
| 15.4.2009 | Japonsko   | 1 - 2 ( 0 - 1 , 1 - 1 , 0 - 0 ) Report  | Slovinsko  |
| 15.4.2009 | Kazachstán | 13 - 2 ( 5 - 0 , 2 - 0 , 6 - 2 ) Report | Austrálie  |
| 15.4.2009 | Litva      | 7 - 2 ( 2 - 1 , 1 - 0 , 4 - 1 ) Report  | Chorvatsko |
| 17.4.2009 | Chorvatsko | 5 - 1 ( 1 - 0 , 2 - 1 , 2 - 0 ) Report  | Austrálie  |
| 17.4.2009 | Slovinsko  | 1 - 2 ( 0 - 1 , 0 - 1 , 1 - 0 ) Report  | Kazachstán |
| 17.4.2009 | Japonsko   | 5 - 1 ( 1 - 0 , 3 - 1 , 1 - 0 ) Report  | Litva      |

### Skupina B
| Tým            | Z | V | VP | PP | P | GV | GI | +/- | B  |
| -------------- | - | - | -- | -- | - | -- | -- | --- | -- |
| Itálie         | 5 | 5 | 0  | 0  | 0 | 26 | 4  | 22  | 15 |
| Ukrajina       | 5 | 3 | 1  | 0  | 1 | 18 | 6  | 12  | 11 |
| Velká Británie | 5 | 2 | 1  | 0  | 2 | 17 | 12 | 5   | 8  |
| Polsko         | 5 | 2 | 0  | 2  | 1 | 14 | 9  | 5   | 8  |
| Nizozemsko     | 5 | 1 | 0  | 0  | 4 | 9  | 16 | -7  | 3  |
| Rumunsko       | 5 | 0 | 0  | 0  | 5 | 1  | 38 | -37 | 0  |

 Itálie postoupila mezi elitu na Mistrovství světa v ledním hokeji 2010.
 Rumunsko sestoupilo do 2. divize na Mistrovství světa v ledním hokeji 2010 (Divize II).
| Datum     | Tým                | Výsledek                                          | Tým                |
| --------- | ------------------ | ------------------------------------------------- | ------------------ |
| 11.4.2009 | Spojené království | 2 - 4 ( 0 - 0 , 1 - 1 , 1 - 3 ) Report            | Ukrajina           |
| 11.4.2009 | Rumunsko           | 0 - 11 ( 0 - 5 , 0 - 4 , 0 - 2) Report            | Itálie             |
| 11.4.2009 | Nizozemsko         | 1 - 3 ( 0 - 1 , 1 - 1 , 0 - 1 ) Report            | Polsko             |
| 13.4.2009 | Itálie             | 5 - 2 ( 3 - 0 , 2 - 1 , 0 - 1 ) Report            | Spojené království |
| 13.4.2009 | Ukrajina           | 5 - 1 ( 1 - 0 , 3 - 0 , 1 - 1 ) Report            | Nizozemsko         |
| 13.4.2009 | Polsko             | 7 - 0 ( 2 - 0 , 4 - 0 , 1 - 0 ) Report            | Rumunsko           |
| 14.4.2009 | Itálie             | 4 - 0 ( 3 - 0 , 0 - 0 , 1 - 0 ) Report            | Nizozemsko         |
| 14.4.2009 | Rumunsko           | 0 - 8 ( 0 - 0 , 0 - 3 , 0 - 5 ) Report            | Spojené království |
| 14.4.2009 | Ukrajina           | 2 - 1 SN ( 1 - 1 , 0 - 0 , 0 - 0 , 1 - 0 ) Report | Polsko             |
| 16.4.2009 | Spojené království | 3 - 2 ( 3 - 0 , 0 - 1 , 0 - 1) Report             | Nizozemsko         |
| 16.4.2009 | Ukrajina           | 7 - 0 ( 2 - 0 , 3 - 0 , 2 - 0 ) Report            | Rumunsko           |
| 16.4.2009 | Polsko             | 2 - 4 ( 1 - 0 , 0 - 2 , 1 - 2 ) Report            | Itálie             |
| 17.4.2009 | Nizozemsko         | 5 - 1 ( 1 - 0 , 2 - 0 , 2 - 1 ) Report            | Rumunsko           |
| 17.4.2009 | Itálie             | 2 - 0 ( 0 - 0 , 1 - 0 , 1 - 0 ) Report            | Ukrajina           |
| 17.4.2009 | Polsko             | 1 - 2 PP ( 0 - 0 , 0 - 1 , 1 - 0 , 0 - 1 ) Report | Spojené království |